# Тарн-Таран
Тарн-Таран (в.-пандж. ਤਾਰਨ ਤਰਾਂ ਜ਼ਿਲਾ; англ. Tarn Taran) — округ в индийском штате Пенджаб. Образован в 2006 году из части территории округа Амритсар. Административный центр — город Тарн-Таран-Сахиб. Площадь округа — 2449 км². По данным всеиндийской переписи 2001 года население округа составляло 939 057 человек.